# كمال كايا أفندي
كمال كايا أفندي (بالتركية: Kamal Kaya Efendi)‏ هو جندي عثماني سابق من أصل تركي. درس في ألمانيا وباريس وقاتل في القوقاز خلال الحرب العالمية الأولى. قام مصطفى كمال أتاتورك بنفيه خارج تركيا، فرحل إلى إقليم تركستان الشرقية التابع للصين.
تم ترحيله من قبل حاكم الإقليم جين شورن في عام 1930. وانضم لقوات ما تشونغ يينغ، الذي شجعه على هجوم على الإقليم للانتقام لنفسه من جين شورن. حيث كان حزب الكومينتانغ الحاكم في الصين يكره أيضًا جين شورن ويريد عزله. كمال بمثابة نائب ما تشونغ يينغ في الشعبة 36 في الجيش الوطني الثوري.
تم القبض عليه من قبل القوات السوفيتية في كومول في عام 1934 وتم إرساله إلى أورومتشي بدلا من سجنه أو إعدامه، وكان ذلك محل استغراب حيث أن جميع من تم القبض عليهم إما سجنوا أو أعدموا مثل ثابت داملا عبد الباقي، مما أدى لتردد الشكوك أنه كان عميلًا للسوفيت.